# فرد شلدون (بازیکن فوتبال انگلستان)
فرد شلدون (انگلیسی: Fred Sheldon؛ زادهٔ 1871) بازیکن فوتبال اهل بریتانیا است.
از باشگاه‌هایی که در آن بازی کرده‌است می‌توان به باشگاه فوتبال استوک سیتی اشاره کرد.